# Naturens hämnd
Naturens hämnd är en svensk dokumentärfilm från 1983 i regi av Stefan Jarl. Filmen skildrar miljöförstöring och hur människan anser sig stå över naturen.